# Ravanusa
Ravanusa er en italiensk by (og kommune) i regionen Sicilien i Italien, med omkring 10.349(2023) indbyggere. 